# Малыда
Малыда — пресноводное озеро на Центральноякутской равнине в междуречье рек Лунгха и Хатынг-Юрях. Примыкает к селу Кобяй на территории Кобяйского улуса Якутии, Россия.
Озеро Малыда имеет лопастную форму, состоит из двух котловин, большая из которых, северо-западная, отделена полуостровом. Высота над уровнем моря не отмечена на картах, однако соседние озёра расположены на отметке 87-88 м. Площадь составляет 16 км², площадь водосборного бассейна — 38,4 км². Общая длина озера около 7,5 км, ширина достигает 4,7 км в северо-западной части. Значительных притоков не имеет. Напротив села Кобяй, расположенного на восточном берегу, имеется остров. Малыду окружают другие озёра меньшего размера: Улуннах и Чиринде на западе, Ходусалах на севере, Кобяй-Кюель на северо-востоке, Арбангда на юго-востоке  и др.
Берега низменные, местами заболоченные, покрытые лесотундрой и луговой растительностью.
Озеро богато рыбой. Широко известен «кобяйский карась», водится также гольян.
Код водного объекта в государственном водном реестре — 18030700111117400000278.